# 2025年印巴危機
2025年4月22日在印控克什米尔地区帕哈尔加姆附近在发生了袭击游客事件，之後，印度和巴基斯坦在雙方克什米爾邊界的實質控制線上爆發了小規模衝突和外交危機。印度政府在恐怖襲擊發生後指控巴基斯坦的恐怖組織策劃了這起事件，導致兩國關係迅速惡化；印度驅逐了巴基斯坦的外交官、關閉邊境、撤銷巴基斯坦人的簽證；巴基斯坦也宣布廢除履行《西姆拉和約》，並對等驅逐了印度外交官。5月7日，印度发动“辛杜尔行动”，用导弹袭击了巴基斯坦本土和巴控克什米尔地区的9个目标，巴基斯坦空军对印度采取了反击行动，巴方声称击落了数架印度战机。

## 背景
1980年代末，查謨和克什米爾地區爆發了伊斯蘭武裝叛亂，大量克什米爾印度教徒遷離該地區，叛亂活動自此持續不斷。
2025年4月22日，一群武装份子 在印度控制的查謨和克什米爾聯邦屬地阿納恩特納格區帕哈爾加姆附近的拜薩蘭山谷發動了襲擊，造成至少26名遊客死亡，20多人受傷。據印度媒體報導，恐怖襲擊的目擊者證詞顯示襲擊者在開火前詢問了潛在在場遊客的宗教信仰，並專門針對非穆斯林開火。
此事件是自2000年以來造成最大傷亡的恐怖襲擊之一。抵抗陣線 (TRF) 被推斷是巴基斯坦恐怖組織虔誠軍 (Lashkar-e-Taiba) 的一個分支，並自稱策劃了此襲擊。它們表示，策劃這起攻擊的原因是因為印度違反了《2019年查謨和克什米爾重組法案》，導致該地區出現非本地居民定居。 但是四天之後，該組織又撤回了自己的聲明。